# همسران امپراتور در قصر
همسران امپراتور در قصر (انگلیسی: Empresses in the Palace) یک سریال تلویزیونی چینی است که از ۱۷ نوامبر ۲۰۱۱ در چین به نمایش درآمد. تمرکز این سریال در مورد توطئه‌های زنان امپراتور یونگ‌ژنگ در زمان دودمان چینگ است.